# Martyr of the Free Word
«Martyr of the Free Word» (El Martir de la libre palabra), es el segundo sencillo del cuarto álbum de estudio de la banda neerlandesa de metal Epica. Fue lanzado el 30 de octubre de 2009 únicamente en Holanda con un límite de 333 copias.
El sencillo lanzado en formato de vinilo se publicó junto con la canción From the Heaven of My Heart (Single Edit), de la banda finesa Amorphis.
Cabe mencionar que el título de la canción es muchas veces mal escrito y confundido así: Martyr of the Free World (El Mártir del Mundo Libre), cuando su nombre real lleva la palabra word.

## Canciones
1. From the Heaven of My Heart (Single Edit) (Amorphis) - 5:20
2. Martyr of the Free Word (Epica) - 5:03

- Datos: Q6002429